# Jeimy Bernárdez
Jeimy Bernárdez (Tela, 3 de septiembre de 1986) es una atleta hondureña. Compitió en 100 metros con vallas en los Juegos Olímpicos de Londres 2012.

## Mejor marca personal
Exterior
- 100 m: 12,14 s (viento: -0,6 m / s) -</img> San José, 24 de junio de 2011
- 100 m vallas: 13,83 s A (viento: -0,6 m / s) -</img> Toluca, 21 de julio de 2008

- Vallas de 60 m: 8.52 s -</img> Sevilla, 21 de febrero de 2009

## Logros
| Representing Honduras | Representing Honduras                                        | Representing Honduras               | Representing Honduras | Representing Honduras | Representing Honduras    |
| --------------------- | ------------------------------------------------------------ | ----------------------------------- | --------------------- | --------------------- | ------------------------ |
| 2004                  | Campeonato Centroamericano Juvenil (Sub-20)                  | San José, Costa Rica                | 3rd                   | 100m                  | 12.82 (wind: -1.9 m/s)   |
| 2004                  | Campeonato Centroamericano Juvenil (Sub-20)                  | San José, Costa Rica                | 2nd                   | 100 m vallas          | 15.69 (wind: -1.4 m/s)   |
| 2004                  | Campeonatos Juveniles Centroamericanos y del Caribe (Sub-20) | Coatzacoalcos, México               | 4th (h)               | 100 m                 | 12.79 s (wind: -0.3 m/s) |
| 2004                  | Campeonatos Juveniles Centroamericanos y del Caribe (Sub-20) | Coatzacoalcos, México               | 7th                   | 100 m vallas          | 15.31 s (wind: +1.6 m/s) |
| 2004                  | Campeonatos Iberoamericanos                                  | Huelva, España                      | 15th (h)              | 100 m                 | 12.64 s (-0.9 m/s)       |
| 2004                  | Campeonatos Iberoamericanos                                  | Huelva, España                      | 11th (h)              | 100 m vallas          | 15.78 s (-0.5 m/s)       |
| 2004                  | Campeonatos centroamericanos                                 | Managua, Nicaragua                  | 3rd                   | 100 m                 | 12.60 s                  |
| 2004                  | Campeonatos centroamericanos                                 | Managua, Nicaragua                  | 1st                   | 100 m vallas          | 15.06 s                  |
| 2005                  | Campeonatos centroamericanos                                 | San José, Costa Rica                | 5th                   | 100 m                 | 12.80 (wind: -3.7 m/s)   |
| 2005                  | Campeonatos centroamericanos                                 | San José, Costa Rica                | 1st                   | 100 m vallas          | 14.72 s CR (-1.3 m/s)    |
| 2005                  | Campeonatos centroamericanos                                 | San José, Costa Rica                | 5th                   | 4 × 100 m relevos     | 53.76                    |
| 2005                  | Campeonatos mundiales                                        | Helsinki, Finlandia                 | 32nd (h)              | 100 m vallas          | 14.78 s (+1.2 m/s)       |
| 2006                  | Juegos Centroamericanos                                      | Managua, Nicaragua                  | 1st                   | 100 m vallas          | 14.18 s w (+2.1 m/s)     |
| 2006                  | Juegos Centroamericanos                                      | Managua, Nicaragua                  | 2nd                   | 4 × 100 m relevos     | 49.51 s                  |
| 2006                  | Juegos Centroamericanos                                      | Managua, Nicaragua                  | 2nd                   | 4 × 400 m relevos     | 4:47.89 min              |
| 2006                  | Campeonatos Iberoamericanos                                  | Ponce, Puerto Rico                  | 7th                   | 100 m vallas          | 14.28 s (-0.2 m/s)       |
| 2006                  | Campeonato NACAC U23                                         | Santo Domingo, República Dominicana | 6th                   | 100 m vallas          | 14.21 s (+0.4 m/s)       |
| 2006                  | Juegos Centroamericanos y del Caribe                         | Cartagena, Colombia                 | 9th (h)               | 100 m vallas          | 14.04 s (+2.1 m/s)       |
| 2007                  | Juegos del ALBA                                              | Caracas, Venezuela                  | 1st                   | 100 m vallas          | 14.31 s (wind: +0.1 m/s) |
| 2007                  | Campeonatos centroamericanos                                 | San José, Costa Rica                | 1st                   | 100 m vallas          | 14.42 s (+1.0 m/s)       |
| 2007                  | Campeonatos NACAC                                            | San Salvador, El Salvador           | 5th                   | 100 m vallas          | 13.96 s (+0.2 m/s)       |
| 2007                  | Juegos Panamericanos                                         | Río de Janeiro, Brasil              | 14th (h)              | 100 m vallas          | 14.05 s (+0.9 m/s)       |
| 2007                  | Campeonato Mundial de Atletismo                              | Osaka                               | 32nd (h)              | 100 m vallas          | 14.35 s (+0.2 m/s)       |
| 2008                  | Campeonato Iberoamericano de Atletismo                       | Iquique, Chile                      | 7th                   | 100 m vallas          | 14.28 s (-0.5 m/s)       |
| 2008                  | Campeonatos centroamericanos                                 | San Pedro Sula, Honduras            | —                     | 100 m                 | DQ                       |
| 2008                  | Campeonatos centroamericanos                                 | San Pedro Sula, Honduras            | 1st                   | 100 m vallas          | 14.11 s CR (+1.0 m/s)    |
| 2008                  | Campeonatos centroamericanos                                 | San Pedro Sula, Honduras            | —                     | 4 × 100 m relevos     | DQ                       |
| 2008                  | Campeonato NACAC Sub-23                                      | Toluca, México                      | 4th                   | 100 m vallas          | 13.83 (wind: -0.6 m/s) A |
| 2008                  | Juegos Olímpicos                                             | Pekín                               | 39th (h)              | 100 m vallas          | 14.29 s (-0.6 m/s)       |
| 2009                  | Campeonatos centroamericanos                                 | Ciudad de Guatemala, Guatemala      | 1st                   | 100 m vallas          | 14.32 s (+0.5 m/s)       |
| 2009                  | Universiada                                                  | Belgrado                            | 20th (h)              | 100 m vallas          | 14.06 s (+1.6 m/s)       |
| 2009                  | Campeonato Mundial de Atletismo                              | Berlín                              | 37th (h)              | 100 m vallas          | 14.53 s (+0.1 m/s)       |
| 2010                  | Juegos Centroamericanos                                      | Ciudad de Panamá, Panamá            | 1st                   | 100 m vallas          | 14.55 s GR (-0.5 m/s)    |
| 2010                  | Campeonato Iberoamericano de Atletismo                       | San Fernando                        | –                     | 100 m vallas          | DQ                       |
| 2010                  | Juegos Centroamericanos y del Caribe                         | Mayagüez, Puerto Rico               | 10th (h)              | 100 m vallas          | 14.27 s (0.0 m/s)        |
| 2010                  | Campeonatos centroamericanos                                 | Ciudad de Guatemala, Guatemala      | 1st                   | 100 m vallas          | 14.63 s (+0.2 m/s)       |
| 2011                  | Campeonatos centroamericanos                                 | San José, Costa Rica                | 3rd                   | 100 m                 | 12.14 s (-0.6 m/s)       |
| 2011                  | Campeonatos centroamericanos                                 | San José, Costa Rica                | 1st                   | 100 m vallas          | 14.85 s (-0.5 m/s)       |
| 2011                  | Juegos Centroamericanos y del Caribe                         | Mayagüez, Puerto Rico               | 16th (h)              | 100 m vallas          | 14.64 s (-3.3 m/s)       |
| 2011                  | Universiadea                                                 | Shenzen                             | 28th (h)              | 100 m vallas          | 14.27 s (-1.0 m/s)       |
| 2011                  | Campeonato Mundial de Atletismo                              | Daegu                               | 38th (h)              | 100 m vallas          | 14.45 s (-0.1 m/s)       |
| 2011                  | Juegos Panamericanos                                         | Guadalajara, México                 | 11th (h)              | 100 m vallas          | 13.92 s (+0.4 m/s)       |
| 2012                  | Campeonatos centroamericanos                                 | Managua, Nicaragua                  | 1st                   | 100 m vallas          | 13.99 s CR (-1.6 m/s)    |
| 2012                  | Campeonato Iberoamericano de Atletismo                       | Barquisimeto, Venezuela             | 6th                   | 100 m vallas          | 14.10 s (+0.4 m/s)       |
| 2012                  | Juegos Olímpicos                                             | Londres                             | 41st (h)              | 100 m vallas          | 14.36 s (-0.7 m/s)       |
| 2013                  | Juegos Centroamericanos                                      | San José, Costa Rica                | 5th                   | 100 m                 | 12.47 w (wind: +2.1 m/s) |
| 2013                  | Juegos Centroamericanos                                      | San José, Costa Rica                | 1st                   | 100 m vallas          | 14.42 s (wind: +1.9 m/s) |